# (5952) Davemonet
(5952) Davemonet es un asteroide perteneciente al cinturón de asteroides, región del sistema solar que se encuentra entre las órbitas de Marte y Júpiter, descubierto el 4 de marzo de 1987 por Edward Bowell desde la Estación Anderson Mesa (condado de Coconino, cerca de Flagstaff, Arizona, Estados Unidos).

## Designación y nombre
Designado provisionalmente como 1987 EV. Fue nombrado Davemonet en homenaje a David G. Monet, astrónomo de la estación Flagstaff del Observatorio Naval de EE. UU. Monet, recibió el Premio Newcomb de la USNO por su desarrollo de un programa de astrometría diferencial CCD de alta precisión, que se implementó en el reflector astrométrico de 1,55 m. También es el investigador principal del proyecto Microdensitometer de medición de precisión (PMM). Con los años, ha sido extremadamente generoso con el asesoramiento técnico al descubridor.

## Características orbitales
Davemonet está situado a una distancia media del Sol de 2,269 ua, pudiendo alejarse hasta 2,522 ua y acercarse hasta 2,016 ua. Su excentricidad es 0,111 y la inclinación orbital 4,066 grados. Emplea 1249,14 días en completar una órbita alrededor del Sol.

## Características físicas
La magnitud absoluta de Davemonet es 13,6. Tiene 4,861 km de diámetro y su albedo se estima en 0,271. 